# Rabbit, eine Rückkehr
Rabbit, eine Rückkehr (engl.: Rabbit Remembered) ist eine Novelle von John Updike. Sie bildet den Abschluss der Rabbit-Reihe, die 1960 mit Hasenherz begonnen und ihre Fortsetzungen 1971 in Unter dem Astronautenmond, 1981 in Bessere Verhältnisse und 1990 in Rabbit in Ruhe gefunden hatte. Die deutsche Übersetzung des letzten Rabbit-Bandes von Maria Carlsson erschien 2002. Der englische Text erschien – im Gegensatz zu den ersten vier Bänden – zuerst in seiner Sammlung von Kurzgeschichten mit dem Titel "Licks of Love".

## Handlung
Der Antiheld der Rabbit-Reihe – der ehemalige Basketball-Star Harry „Rabbit“ Angstrom – ist zum Zeitpunkt der Novelle bereits seit zehn Jahren verstorben.
Die Erzählung beginnt damit, dass ein seit Jahrzehnten schwelendes Thema endlich geklärt wird, nämlich die Frage, ob aus der bereits 40 Jahre zurückliegenden Beziehung des nunmehr toten Harry mit einer weißen Gelegenheits-Prostituierten ein Kind entstanden ist oder nicht. Diese Phantasie Harrys spielt in den vorausgegangenen Romanen immer wieder eine Rolle und wurde nie eindeutig geklärt. Eine Frau namens Annabelle Byer wendet sich an Harrys inzwischen wieder verheiratete Witwe Janice und gibt sich als Harrys leibliche Tochter zu erkennen. Sie sucht nach einer unbestimmten Hilfe. Ihre verstorbene Mutter habe ihr dazu geraten. Annabelle wächst langsam in die Familie hinein, sehr zur Freude ihres Halbbruders Nelson. Dessen Ehefrau Pru hat ihn mittlerweile zusammen mit den Kindern verlassen und lebt wieder in Ohio. Harrys Enkel sind die mittlerweile 19-jährige Judy, die Stewardess werden will, und der 14-jährige Roy, der mit seinem Vater hauptsächlich per E-Mail verkehrt und sich sehr für Computertechnik interessiert.
Einen großen Raum nehmen in der Novelle die Diskussionen innerhalb der Familie über diverse Erscheinungen in der amerikanischen Politik ein, vor allem die Affären von Bill Clinton. Nach einem Besuch des Films American Beauty kommt es in Nelsons Wagen zu einer erregten Diskussion, in deren Verlauf Annabelle unter Tränen gesteht, von ihrem Stiefvater sexuell missbraucht worden zu sein. Das verbindet die Geschwister noch mehr miteinander. Auch die Atmosphäre zwischen Nelson und seiner Frau wird freundlicher. Wenig später erfährt der Leser durch eine Mail des jungen Roy, dass sein Vater Nelson zur Mutter nach Ohio gezogen ist und sich offenbar ein richtiges Familienleben wieder einrichten lässt. Die Erzählung endet damit, dass Nelson seiner Schwester verspricht, bei ihrer möglichen Hochzeit ihren Brautführer zu spielen.

## Kritik
„Leichthändig kommen diese Variationen über die Leitmotive der Tetralogie daher, Fingerübung eines Virtuosen, der nicht mehr üben muß. Einen Schriftsteller, der mehr oder weniger alles könne, was er wolle, nannte Martin Amis den Verfasser von "Rabbit is Rich". Mit dem vorliegenden Büchlein zeigt Updike nun, daß er auch als sein eigener Epigone sein Niveau hält.“